# Schlotheimia pilosa
Schlotheimia pilosa là một loài Rêu trong họ Orthotrichaceae. Loài này được (M. Fleisch.) M. Fleisch. miêu tả khoa học đầu tiên năm 1914.